# Galactic Suite Spaceresort

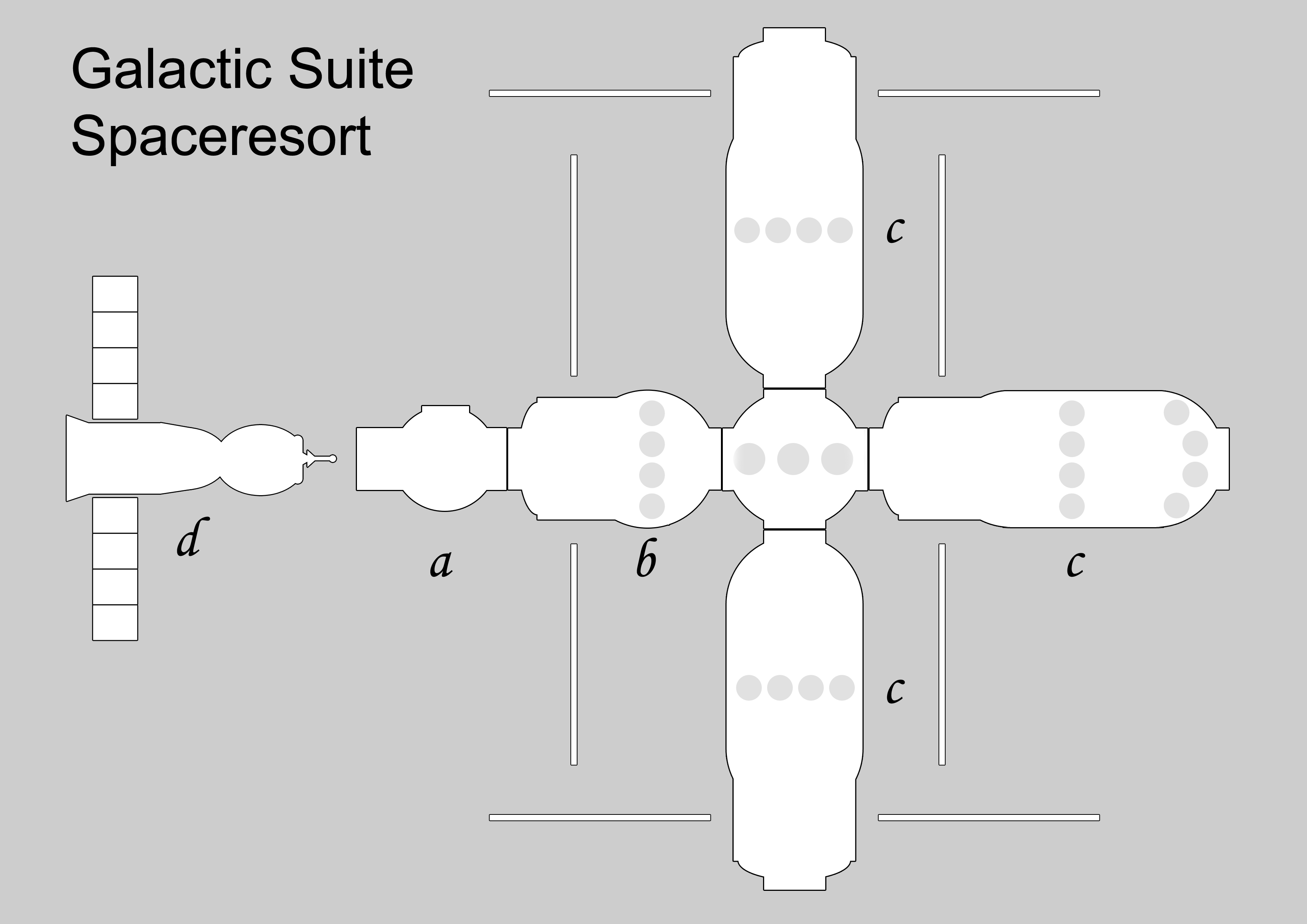
Jedna z projektowanych konfiguracji GS Spaceresort

Galactic Suite Spaceresort (w skrócie: GS Spaceresort) – planowana stacja kosmiczna, która posłuży jako hotel kosmiczny dla turystów. Przedsiębiorstwem, które ją projektuje jest europejskie Galactic Suite Limited. Pierwotnie planowano, że stacja znajdzie się w kosmosie w roku 2012. W 2012 firma poinformowała, że pierwszy moduł stacji zostanie wyniesiony na orbitę w 2014 roku. Stacja ma okrążać Ziemię w ciągu 90 minut lecąc na wysokości ok. 450 km. Jednocześnie na stacji będzie mogło przebywać czterech turystów oraz dwóch pilotów-astronautów.
GS Spaceresort ma składać się z kilku modułów mieszkalnych dla turystów, które będą połączone z jednym głównym modułem posiadającym węzeł cumowniczy dla pojazdów kosmicznych. Każdy moduł mieszkalny ma posiadać wielkie okno umożliwiające podziwianie Ziemi z kosmosu. Cały projekt stacji jest dość futurystyczny i odmienny od obecnych standardów, lecz właśnie to może spowodować dodatkowe zainteresowanie GS Spaceresort.
Jak informuje Galactic Suite Limited, trzydniowy pobyt na stacji jednej osoby ma kosztować 4,4 mln $ (obecnie tygodniowy lot na ISS kosztuje turystów ponad 20 mln $). Według obliczeń przedsiębiorstwa na świecie jest ok. 40 000 ludzi, którzy są zainteresowani lotem na stację i posiadają odpowiednie fundusze. W koszt lotu wlicza się też 18-tygodniowy trening astronautyczny w specjalnym obozie na Karaibach, gdzie znajdzie się też port kosmiczny, z którego odbywać się będą loty na stację.
Cały projekt stacji zrodził się jako hobby w głowie Xaviera Claramunta (dyrektora Galactic Suite Limited, architekta, a wcześniej inżyniera lotnictwa i astronautyki). Później dzięki dotacji nieznanego fundatora, w wysokości 3 miliardów $, rozpoczęła się intensywna praca nad budową stacji. Obecnie trwają poszukiwania nowych sponsorów w Japonii, Stanach Zjednoczonych i Zjednoczonych Emiratach Arabskich.